# 河西遗址
河西遗址，位于山东省潍坊市昌乐县马宋镇河西村，是中华人民共和国山东省文物保护单位之一。
1992年6月12日，授予山东省文物保护单位，是一座古遗址。